# مصيدة الفئران (مسرحية)
مصيدة الفئران (بالإنجليزية: The Mousetrap)‏ هي مسرحية غموض لعام 1952 من تأليف وإنشاء كاتبة الغموض والجريمة الإنجليزية أجاثا كريستي.

## الشخصيات
- مولي رالستون
- جايلز رالستون
- كريستوفر رين
- السيدة بويل
- الرائد ميتكالف
- الآنسة كيسويل
- السيد بارافيسيني
- المحقق العريف تروتر